# コルク道床
コルク道床（コルクどうしょう）とは、鉄道模型の軌道を構成するコルク製道床の総称。

## 概要
コルクは天然由来の柔軟性や微細な空洞を利用して吸音材やショック吸収剤に使用されてきた。鉄道模型のコルク道床は主に鉄道模型レイアウトで使用される。主に道床なし線路 (組み立て式線路・フレキシブル線路・ポイント線路など) の土台 (道床) として用いられ、鉄道車輌模型の重量を分散し線路への負担を軽減する効果、また走行音の吸収を行って消音効果を狙って使用されるが、定量的な評価を行った資料は存在しない。コルクは柔軟性が高く切断加工も容易に行うことができる。

## 使用方法
コルク上に道床なし線路を敷設し、バラスト (砂利)を散布するのが鉄道模型で一般的なコルク道床の使用方法である。鉄道の軌道のみならずレイアウト上の道路の表現に使用することもできる。